# Lorenz Summa

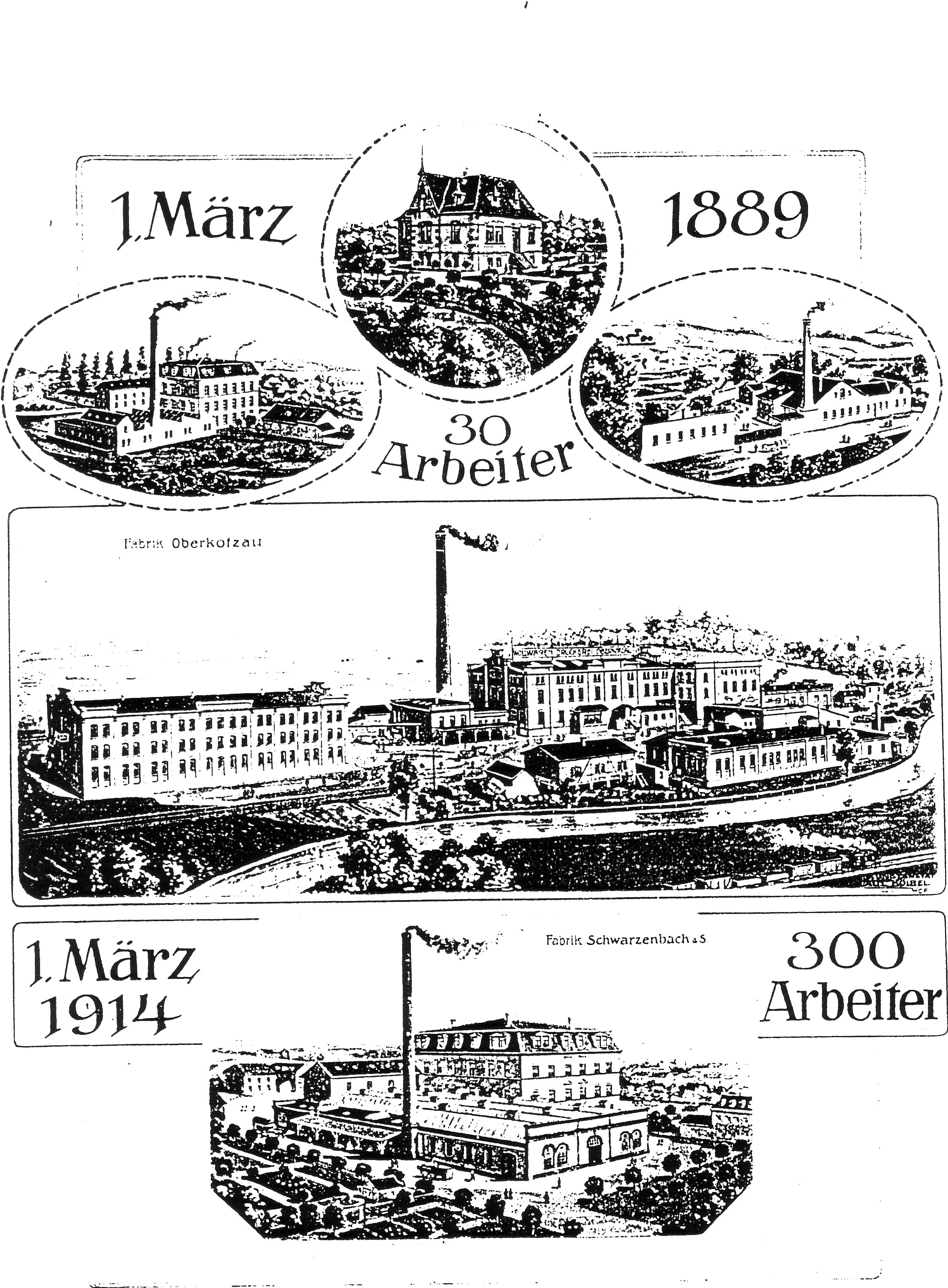
Fabriken der Firma Lorenz Summa Söhne zum 25-jährigen Firmenjubiläum 1914

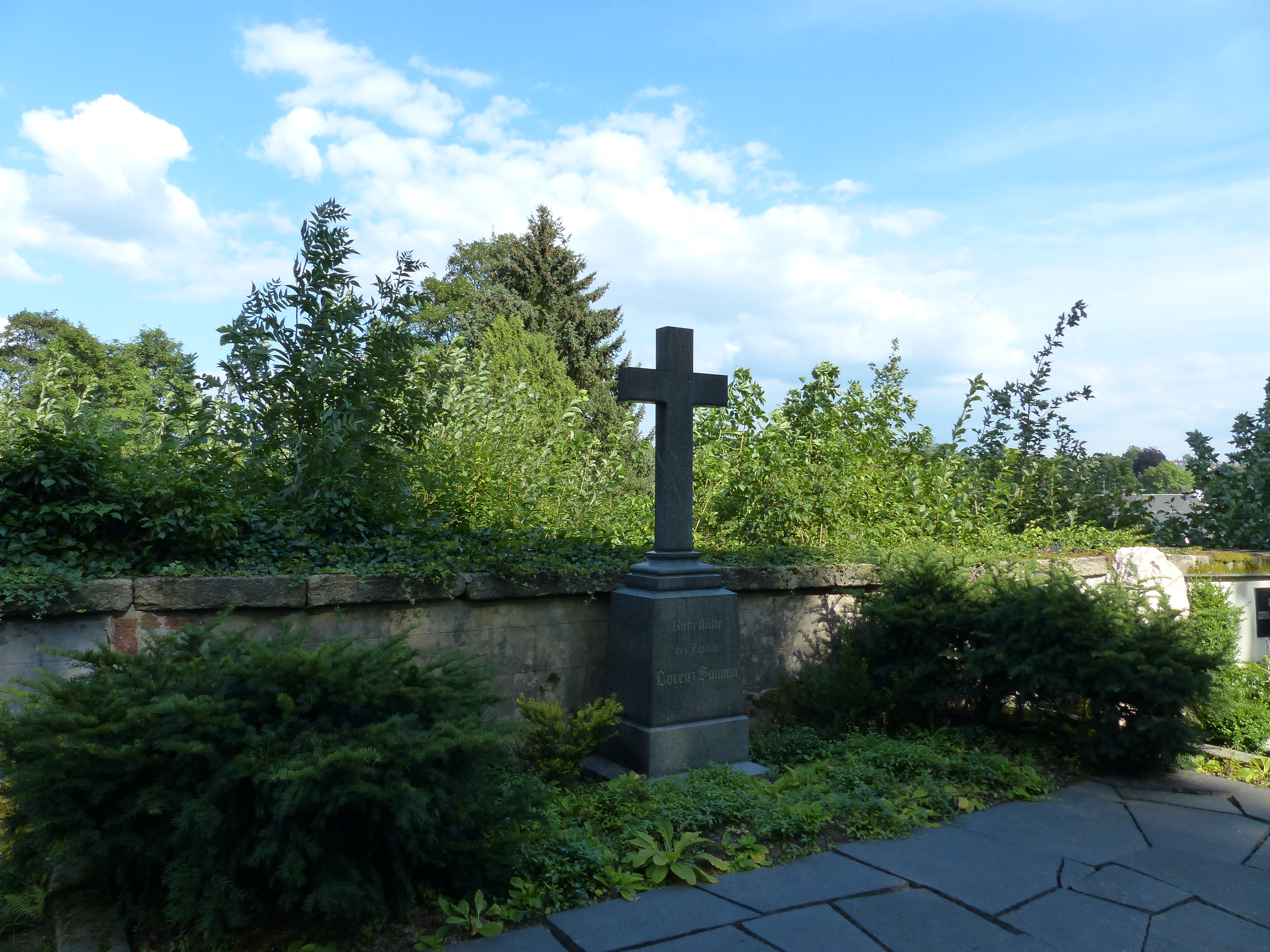
Grabanlage der Familie von Lorenz Summa auf dem Friedhof von Schwarzenbach

Johann Georg Lorenz Summa (* 11. Mai 1833; † 19. Juli 1889) war ein deutscher Unternehmer und Gründer der Firma Lorenz Summa.
Lorenz Summa war der Sohn des Webmeisters Johann Gottfried Summa und hatte sieben Geschwister. Aus seiner Ehe mit Margarete, geborene Fischer, gingen sechs Kinder hervor. Er war der Gründer eines Familienunternehmens, das über vier Generationen bis 1984 Bestand hatte. Der Betrieb begann 1856 in Schwarzenbach an der Saale mit dem Färben von Garn aus Baumwolle. Er arbeitete zunächst mit seiner Frau und stellte 1858 sechs Gehilfen ein. Hinzu kam eine Druckerei für Baumwollgarn und die Weiterverarbeitung von Schafwolle. Im Zeitalter der Industriellen Revolution sorgten neben einer Steigerung der Belegschaft auch diverse technische Errungenschaften wie der Import von Walzendruckmaschinen aus England und der Einsatz eines Dampfkessels für den Erfolg des Unternehmens. Nach dem Tod von Lorenz Summa 1889 wurde der Betrieb von seinen sechs Kindern übernommen, die 1890 auch in Oberkotzau ein Werk errichteten. Lorenz Summa wurde auf dem Friedhof von Schwarzenbach an der Saale bestattet. Nach ihm sind Straßen in Schwarzenbach und Oberkotzau benannt.